# Districte d'Interlaken

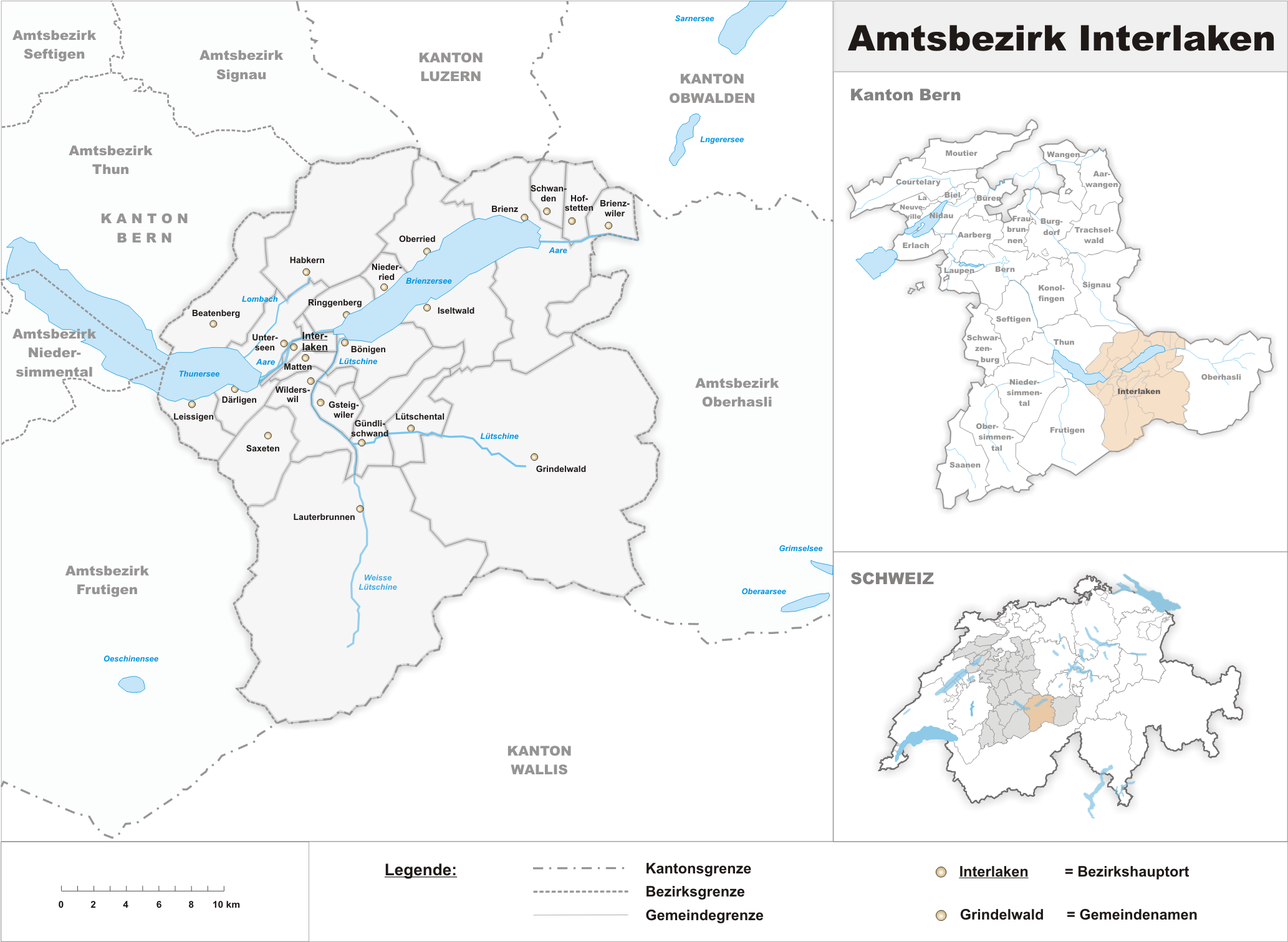
El districte d'Interlaken

El districte d'Interlaken és un dels 26 districtes del Cantó de Berna (Suïssa), té 38156 habitants (cens de 2007) i una superfície de 681 km². El cap del districte és Interlaken està format per 23 municipis. Es tracta d'un districte amb l'alemany com a llengua oficial.

## Municipis
| Municipi                  | Habitants (31. Dez. 2007) | Superfície en km² |
| ------------------------- | ------------------------- | ----------------- |
| Beatenberg                | 1146                      | 29.2              |
| Bönigen                   | 2349                      | 15.1              |
| Brienz                    | 2963                      | 48.0              |
| Brienzwiler               | 540                       | 17.6              |
| Därligen                  | 392                       | 6.9               |
| Grindelwald               | 3809                      | 171.1             |
| Gsteigwiler               | 422                       | 7.0               |
| Gündlischwand             | 279                       | 16.9              |
| Habkern                   | 617                       | 51.1              |
| Hofstetten bei Brienz     | 578                       | 8.7               |
| Interlaken                | 5286                      | 4.4               |
| Iseltwald                 | 399                       | 21.9              |
| Lauterbrunnen             | 2478                      | 164.4             |
| Leissigen                 | 912                       | 10.4              |
| Lütschental               | 243                       | 12.4              |
| Matten bei Interlaken     | 3663                      | 6.0               |
| Niederried bei Interlaken | 343                       | 6.81              |
| Oberried am Brienzersee   | 480                       | 20.0              |
| Ringgenberg               | 2687                      | 8.7               |
| Saxeten                   | 108                       | 19.2              |
| Schwanden bei Brienz      | 603                       | 7.1               |
| Unterseen                 | 5425                      | 14.1              |
| Wilderswil                | 2434                      | 13.5              |
| Total (23)                | 38'156                    | 680.51            |